# Liste der Monuments historiques in La Villedieu (Charente-Maritime)
Die Liste der Monuments historiques in La Villedieu (Charente-Maritime) führt die Monuments historiques in der französischen Gemeinde La Villedieu auf.

## Liste der Objekte
| Bezeichnung               | Beschreibung                  | Standort                           | Kennzeichnung | Schutzstatus | Datum | Bild |
| ------------------------- | ----------------------------- | ---------------------------------- | ------------- | ------------ | ----- | ---- |
| Hauptaltar mit Tabernakel | Holz, bemalt, 18. Jahrhundert | in der Kirche Ste-Madeleine (Lage) | PM17001404    | Inscrit      | 1984  |      |